# 170. Infanterie-Division
La 170ª Divisione di fanteria (in tedesco 170. Infanterie-Division) fu una divisione dell'esercito tedesco, attiva durante la seconda guerra mondiale principalmente sul fronte orientale.

## Storia
La 170ª Divisione fu costituita nel campo d'addestramento di Munster, Wehrkreis X (regione militare n. 10, corrispondente allo Schleswig-Holstein e all'Hannover settentrionale), il 1º dicembre 1939, come parte della settima ondata di mobilitazione; come tutte le divisioni di fanteria tedesche, l'unità era strutturata su tre reggimenti di fanteria (Grenadier-Regiment 391, Grenadier-Regiment 399 e Grenadier-Regiment 401) ed un reggimento d'artiglieria (Artillerie-Regiment 240), oltre a varie unità di supporto. Nell'aprile del 1940 l'unità fu destinata all'operazione Weserübung, venendo impiegata nell'invasione della Danimarca: schierata sulla frontiera terrestre tra Germania e Danimarca, nelle prime ore del 9 aprile la divisione attraversò il confine e si riversò nella penisola dello Jutland, incontrando una debole resistenza da parte delle forze danesi prima della loro capitolazione alle 8:30 di quello stesso giorno. Nel luglio seguente la divisione fu spostata sul fronte occidentale, svolgendo per lo più compiti d'occupazione a Lilla e nel nord della Francia.
Nel maggio del 1941 la divisione fu spostata in Romania alle dipendenze dell'11. Armee, svolgendo attività d'addestramento per l'Esercito rumeno. Il 22 giugno 1941 l'unità prese quindi parte all'operazione Barbarossa, l'attacco tedesco contro l'Unione Sovietica, inserita nel Gruppo d'armate Sud del feldmaresciallo Gerd von Rundstedt: la 170ª Divisione combatté duramente in Bessarabia e nell'Ucraina meridionale, e partecipò anche all'invasione della Crimea tra la fine di settembre ed i primi di novembre del 1941, catturando i porti di Feodosia e Kerč'. Dopo essere stata impiegata davanti alle fortificazioni di Sebastopoli subendo gravi perdite, tra l'8 ed il 21 maggio 1942 la divisione partecipò all'operazione Trappenjagd contro le forze sovietiche che avevano ricatturato Kerč, infliggendo loro una dura sconfitta. La divisione fu poi nuovamente trasferita davanti Sebastopoli, partecipando all'attacco finale alla fortezza a partire dal 7 giugno: schierata sul settore meridionale della linea del fronte, conseguì un importante successo la sera del 28 giugno, quando con un attacco notturno aprì una breccia nella linea fortificata sovietica sulla cresta di Sapun; Sebastopoli stessa cadde infine il 4 luglio seguente.
Concluse le operazioni in Crimea, nel settembre del 1942 la divisione fu spostata alle dipendenze del Gruppo d'armate Nord, partecipando quindi all'assedio di Leningrado; costretta a ripiegare sotto i colpi delle offensive sovietiche nel gennaio del 1944, la divisione si ritirò con il resto del Gruppo d'armate nell'Estonia settentrionale, combattendo poi duramente nella battaglia di Narva (2 febbraio - 19 settembre 1944) dove subì gravi perdite, in parte rimpiazzate tramite l'assorbimento dei resti della 10. Luftwaffen-Feld-Division. Nel luglio del 1944 fu trasferita d'urgenza dal fronte di Narva al Gruppo d'armate Centro in Lituania, per prendere parte ai tentativi tedeschi di arrestare l'operazione Bagration sovietica: combatté duramente a Vilnius, prima di ritirarsi con i resti del suo Gruppo d'armate nella Prussia orientale; qui venne coinvolta nell'offensiva della Prussia orientale lanciata dai sovietici ai primi di gennaio del 1945, combattendo duramente e subendo gravi perdite prima di essere intrappolata con altre unità tedesche nella sacca di Braunsberg-Heiligenbeil nel marzo seguente. Il 29 marzo 1945, con il collasso della sacca, il grosso della divisione fu fatto prigioniero dai sovietici nella penisola di Hel; prima della resa un certo numero di appartenenti alla divisione erano stati evacuati via mare dalla sacca e trasferiti a Kiel, dove infine si arresero ai britannici l'8 maggio seguente alla conclusione delle ostilità in Europa.

## Comandanti
- Generalleutnant Walter Wittke (1º dicembre 1939 - 8 gennaio 1942)
- Generalleutnant Erwin Sander (8 gennaio 1942 - 15 febbraio 1943)
- Generalleutnant Walther Krause (15 febbraio 1943 - 15 febbraio 1944)
- Generalmajor Franz Griesbach (15 febbraio 1944 - 16 febbraio 1944)
- Generalleutnant Siegfried Haß (16 febbraio 1944 - 8 maggio 1945)